# 柳家きん平
柳家 きん平（やなぎや きんぺい、1922年（大正11年） - 1966年（昭和41年）4月24日）は、落語協会に所属していた東京府（現：東京都）南葛飾郡（現：葛飾区）出身の落語家。本名：西川 七郎。

## 経歴
1956年、30歳近い年齢で事業に失敗し35歳で三代目三遊亭金馬に入門、三遊亭金平を名乗る。
1962年11月、二ツ目に昇進。1964年12月末に師匠三代目金馬が死去したため五代目柳家小さんの預かり弟子になり、柳家きん平に改名。
1966年4月24日、国鉄田端駅のホームから飛び込み自殺、『金曜夜席』放送終了2日後の出来事だった。当日は近所の先輩落語家二代目三遊亭歌奴を訪ね、「ガス栓を捻ろうと思うんですよ」と話していた。午後2時には新宿末廣亭へ、空きが出た時のために楽屋待機。午後5時に末廣亭を出ていた。喘息や、芸の伸び悩みからうつ病を患っていたという。

## 人物
漫画家の西川辰美の弟。
喘息の持病持ちであった。

## テレビ出演

### バラエティ
- 金曜夜席（1965年 - 1966年、NTV）大喜利メンバー

※『笑点』の前身番組

### コメディ
- 俺はすけてん（1964年、YTV・NTV）飴売り

※三遊亭金平当時